# 阿努普纳加尔
阿努普纳加尔（Anup Nagar），是印度西孟加拉邦Murshidabad县的一个城镇。总人口9962（2001年）。

## 人口
该地2001年总人口9962人，其中男性4989人，女性4973人；0—6岁人口2321人，其中男1174人，女1147人；识字率31.98%，其中男性为41.57%，女性为22.36%。